# 若泽
若泽（法語：Jauzé，法語發音：[ʒoze]）是法国萨尔特省的一个市镇，属于马梅尔斯区。

## 地理
若泽（48°12'41"N, 0°22'38"E）面积5.68 平方千米，位于法国卢瓦尔河地区大区萨尔特省，该省份为法国西北部内陆省份，北起顺时针与奥恩省、厄尔-卢瓦省、卢瓦-谢尔省、安德尔-卢瓦尔省、曼恩-卢瓦尔省和马耶讷省接壤，是法国大西部的入口，连接卢瓦尔河谷、布列塔尼和巴黎盆地。
与若泽接壤的市镇（或旧市镇、城区）包括：库尔西瓦勒、布里奥讷莱萨布勒、圣艾尼昂。

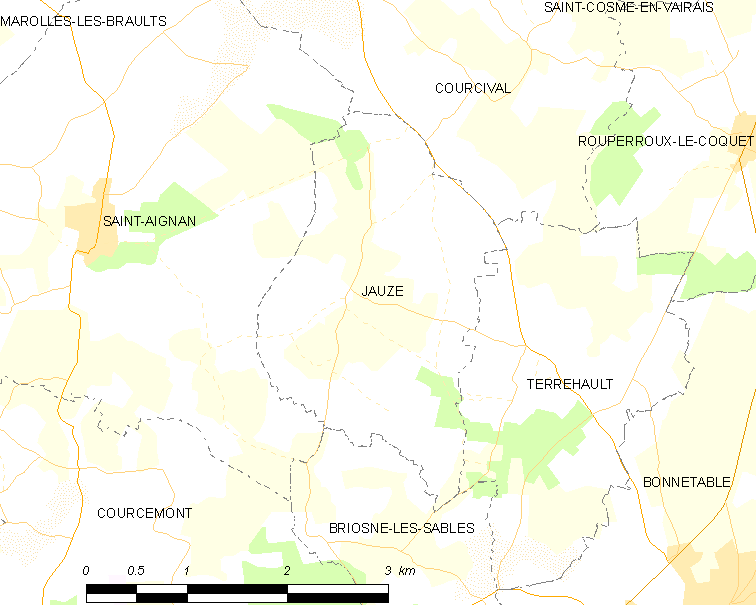
若泽的OSM定位图

若泽的时区为UTC+01:00、UTC+02:00（夏令时）。

## 行政
若泽的邮政编码为72110，INSEE市镇编码为72148。

## 政治
若泽所属的省级选区为博内塔布勒县。

## 人口

1962-2008年间若泽人口变化图示

若泽于2022年1月1日时的人口数量为80人。